# Nicole Johnson (Miss California USA)
Nicole Michele Johnson Phelps (12 de julio de 1985) es una modelo estadounidense proclamada reina de belleza en Miss California EE. UU. 2010. Fue subcampeona en 2007.

## Inicios
Johnson, hija de la profesora Annette Johnson y el director de ventas de la farmacéutica Richard Johnson, en su niñez se mudó con su familia de Pensilvania a Westlake Village, California. Fue a la escuela de Los Cerritos en Thousand Oaks, California, sé graduó en Westlake High School en 2003.
Cuándo Johnson tenía 17,  leyó un anuncio en Thousand Oaks Acorn para  el certamen de Miss California Adolescente. Johnson, una estudiante de Moorpark College en ese momento, quiso cambiarse a la University of Southern California y pensó que el concurso la ayudaría económicamente. De 304 concursantes Johnson fue subcampeona.
En 2007, Johnson se graduó con honores en la University of Southern California con un licenciatura en Artes en Comunicación. Durante su estancia en la USC  se centró en entretenimiento deportivo. Después de la universidad, trabajó como ayudante financiera, y más tarde como ayudante de producción para el ESPN ESPY Awards.

## Miss USA 2010
Nicole sé colocó en el top 10 en el certamen de Miss USA 2010 ostentando y continuando el sexto lugar consecutivo en California. Fue patrocinada por INTA Gems and Diamonds, Agua Caliente y Tony Bowls.

## Vida personal
El 21 de febrero de 2015, Johnson se comprometió con el nadador Michael Phelps. Se conocieron en 2009 y rompieron en 2012. Tienen cuatro hijos, Boomer Robert Phelps que nació el 5 de mayo de 2016, Beckett Richard Phelps que nació el 12 de febrero de 2018, Maverick Nicolas Phelps que nació el 9 de septiembre de 2019 [11] y Nico Michael Phelps que nació el 16 de enero de 2024. 